# Naked Heart Foundation
Naked Heart Foundation (NHF) est une organisation caritative fondée par Natalia Vodianova en 2004 pour aider les enfants défavorisés en Russie et à l'étranger. Aujourd'hui elle travaille dans deux domaines : la construction d'aires de jeux dans des régions pauvres et le soutien des familles ayant des enfants aux besoins spéciaux.

## Historique
Naked Heart Foundation est créé en 2004 par un mannequin et actrice Natalia Vodianova à la suite de la prise d'otages de Beslan et de sa conviction de l'importance du jeu dans la vie des enfants.

## Philosophie
Naked Heart Foundation se bat pour améliorer les conditions de vie des enfants russes. Selon NHF, pour un enfant pour être heureux il faut deux choses : une famille aimante, qui aide et qui protège, et un environnement de jeu sécuritaire et inspirant ou l’enfant peut se développer et s'amuser en plein air.

## ProgrammePlay with Purpose
Le premier terrain de jeux a été construit par Naked Heart Foundation à Nijni Novgorod, ville natale de Natalia Vodianova, dans le cadre de son programme Play with Purpose (en français « Jeu avec du sens »). 
Depuis, plus de 158 autres terrains et aires de jeux ont été créés dans plus de 68 villes en Russie y compris les endroits comme des orphelinats, des hôpitaux pour enfants et des centres de réhabilitation pour enfants, etc. Tous les espaces de jeux construits par Naked Heart Foundation sont inclusifs et adaptés aux enfants handicapés.

## ProgrammeEvery child deserves a family
En 2011, la Naked Heart Foundation a lancé son second programme Every child deserves a family (en français « Chaque enfant mérite une famille »).
Ce programme a pour but d’aider, de conseiller et d’accompagner les familles d’enfants handicapés mentaux ou moteurs. Parce qu’en Russie, pour les enfants handicapés, il n’y a guère d’alternative au placement en institution. Nataia Vodianova souhaiterait au contraire qu’ils puissent vivre en famille, comme ce fut le cas pour Oksana, sa jeune sœur handicapée.
NHF a financé une Lekotek à Tula (ville en Russie centrale), colonie des vacances pour les familles ayant des enfants handicapés et a lancé un forum annuel international Every child deserves a family pour des experts et des organisations qui travaillent dans le domaine de soutien et éducation des enfants aux besoins spéciaux.

## Love Ball
Depuis 2008, Love Ball réunit les plus grandes stars et les hommes d'affaires les plus fortunés pour une soirée placée sous le signe de l’amour au profit de la fondation Naked Heart. 
Le premier Love Ball a eu lieu au palais de Tsaritsyno (Moscou) en 2008 le jour de Saint-Valentin. Plus de 400 invités ont assisté au dîner de gala, y compris Lucy Liu, Natalie Imbruglia, Eva Herzigova, Mario Testino, Diane von Furstenberg, Andrei Shevchenko, Paolo Roversi, Alfonso Cuaron et Rustam Tariko. Un palais de glace a été bâti spécialement pour cette occasion : pour cela 220 tonnes de glace ont été utilisées.
Love Ball 2010 a eu lieu à Roundhouse à Londres et, une fois de plus, a rassemblé des personnalités et des créateurs de renom pour une grande soirée de charité.
Le Love Ball 2011 s’est déroulé à côté de Paris au château de Wideville, appartenant à Valentino Garavani, couturier ami de Natalia. Le Love Ball RIVIERA 2013 a eu lieu à Monte-Carlo le 27 juillet sous le haut patronage de H.S.H. Prince Albert II et les présidences de H.S.H. Princesse de Monaco et H.R.H. Princesse de Hanovre.